# Château Rouge (métro de Paris)
Pour les articles homonymes, voir Château Rouge.
Château Rouge est une station de la ligne 4 du métro de Paris, située dans le 18e arrondissement de Paris.

## Situation
La station est établie au sud-est du quartier de Clignancourt, non loin de ses limites administratives avec le quartier de la Goutte-d'Or à l'est. Elle se trouve sous le boulevard Barbès à son intersection avec la rue Custine et la rue Poulet, où se situe la place du Château-Rouge. Orientée selon un axe nord-sud, elle s'intercale entre les stations Marcadet - Poissonniers et Barbès - Rochechouart.

## Histoire
La station est ouverte le 21 avril 1908 avec la mise en service du premier tronçon de la ligne 4, entre son terminus nord actuel de Porte de Clignancourt et le terminus provisoire de Châtelet.
Elle doit sa dénomination à son implantation sous la place du Château-Rouge, au cœur du quartier éponyme, dont le nom rappelle l'existence ancienne d'un petit manoir dans ce secteur, dit Château Rouge, vraisemblablement construit entre 1775 et 1795, puis disparu depuis 1889.
Au milieu des années 1960, les quais de la station voient leur longueur portée de 75 à 90 mètres, comme ceux de l'essentiel des stations de la ligne 4 dans le cadre de sa conversion au roulement pneumatique, réalisée entre octobre 1966 et octobre 1967. Cette opération d'envergure vise à permettre l'accueil de nouvelles rames MP 59 dotées de six voitures, contre cinq pour l'ancien matériel Sprague-Thomson à roulement fer classique, ceci afin d'augmenter le débit de la ligne pour faire face aux importantes surcharges chroniques apparues après la Seconde Guerre mondiale.
Comme un tiers des stations du réseau entre 1974 et 1984, les quais font l'objet d'une modernisation par l'adoption du style décoratif « Andreu-Motte », avec deux rampes lumineuses rouges, des banquettes et débouchés de couloirs traités en carrelage rouge plat ainsi que des sièges « Motte » de même couleur, celle-ci étant ainsi en cohérence avec le nom de la station. La faïence blanche biseautée d'origine, en mauvais état de conservation, est remplacée par du carrelage blanc plat.
45e station du métro de Paris pour sa fréquentation en 2011, Château Rouge voit passer plus de 1 000 voyageurs par demi-heure le samedi après-midi, en raison de sa proximité avec le marché exotique de la rue Dejean. Cela rend ses deux accès chroniquement saturés et les usagers les considèrent comme insuffisants, réclamant une sortie supplémentaire depuis plus de dix ans.
D'importants travaux ont lieu de juillet 2014 à juillet 2017, afin d'agrandir la salle d'échanges et de créer un troisième accès, pour un coût estimé à 10 millions d’euros. En revanche, ce chantier ne rend pas la station accessible aux personnes à mobilité réduite pour des raisons financières. Il nécessite une fermeture de celle-ci du 20 mai 2016 au 31 juillet 2017, ce qui permet d'entamer également la rénovation des quais en prélude aux travaux préparatoires à l'automatisation de la ligne 4. Cette dernière modernisation entraîne alors la disparition de la décoration « Andreu-Motte ».
La station rouvre le 1er août 2017,. Elle dispose d'un nouvel accès situé sur la rue Custine, dont la création a nécessité la rénovation de la voirie en surface, ainsi que d'une salle de distribution plus spacieuse que dans sa configuration antérieure, passant de 40 à 170 m2. Celle-ci dispose d’un comptoir central doublé de cinq automates de vente en libre-service. Une fresque géante du plasticien camerounais Barthélémy Toguo, intitulée Célébrations, y est inaugurée le 17 octobre suivant.
Rehaussés durant la fermeture de la station entre 2016 et 2017, les quais sont équipés de portes palières de décembre 2018 à janvier 2019 dans le cadre de l'automatisation de la ligne 4. Les travaux de rénovation, restituant le traditionnel carrelage blanc biseauté, s'achèvent en 2023.

## Services aux voyageurs

### Accès
La station dispose de trois accès, dont deux entrées principales et une sortie secondaire :
- l'accès no 1 « Rue Dejean », constitué d'un escalier fixe, débouchant sur le flanc oriental de la place du Château-Rouge au droit du no 48 du boulevard Barbès, à l'angle avec la rue Poulet ;
- l'accès no 2 « Rue Custine », rajouté en août 2017 et constitué d'un escalier fixe également, se trouvant sur le flanc occidental de la place du Château-Rouge face au no 1 de la rue Custine, à l'angle avec le boulevard Barbès et la rue Poulet ;
- l'accès no 3 « Boulevard Barbès », constitué d'un escalier mécanique montant, se situant au droit du no 42 du boulevard Barbès ; cette dernière trémie permet uniquement la sortie depuis le quai en direction de Porte de Clignancourt.

Les accès principaux sont agrémentés d'une balustrade et d'un candélabre en fer forgé dans le style Dervaux des années 1930, ce qui constitue une décoration anachronique pour l'accès no 2, ouvert au public depuis l'été 2017 afin de décongestionner les bouches de métro existantes.

Accès à la station
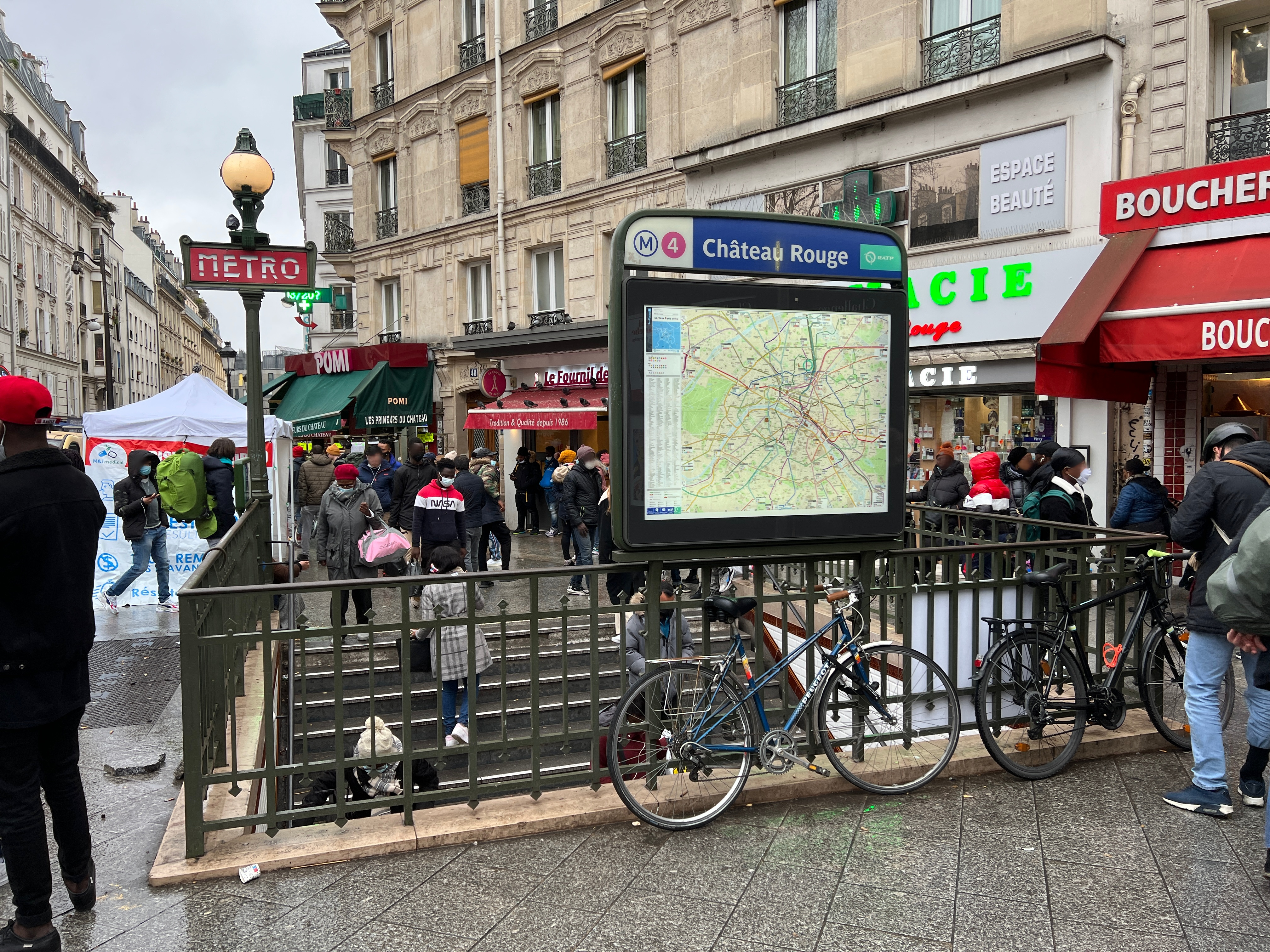
L'accès no 1, « Rue Dejean » (ancien accès principal).
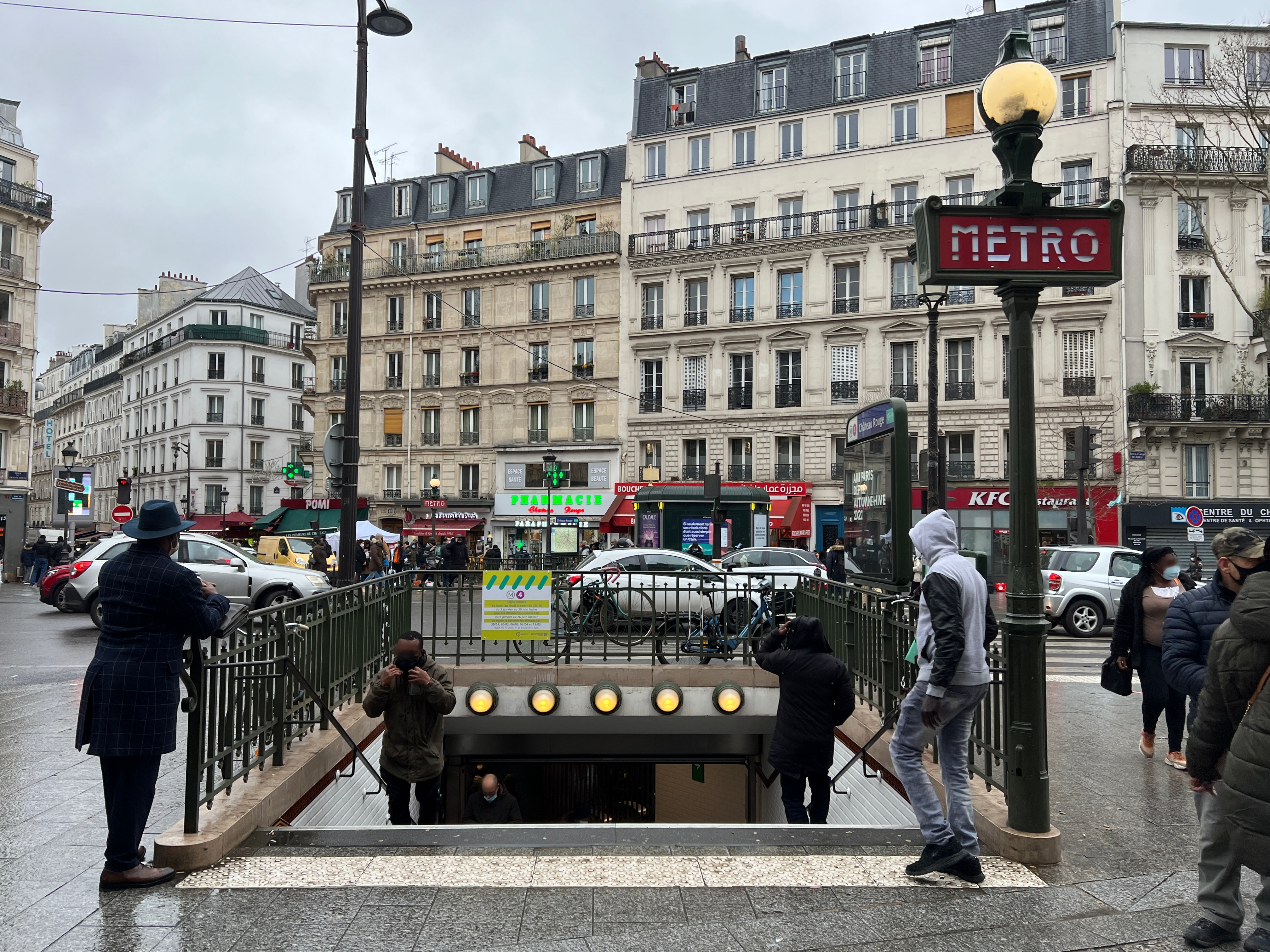
L'accès no 2, « Rue Custine » (inauguré en 2017).
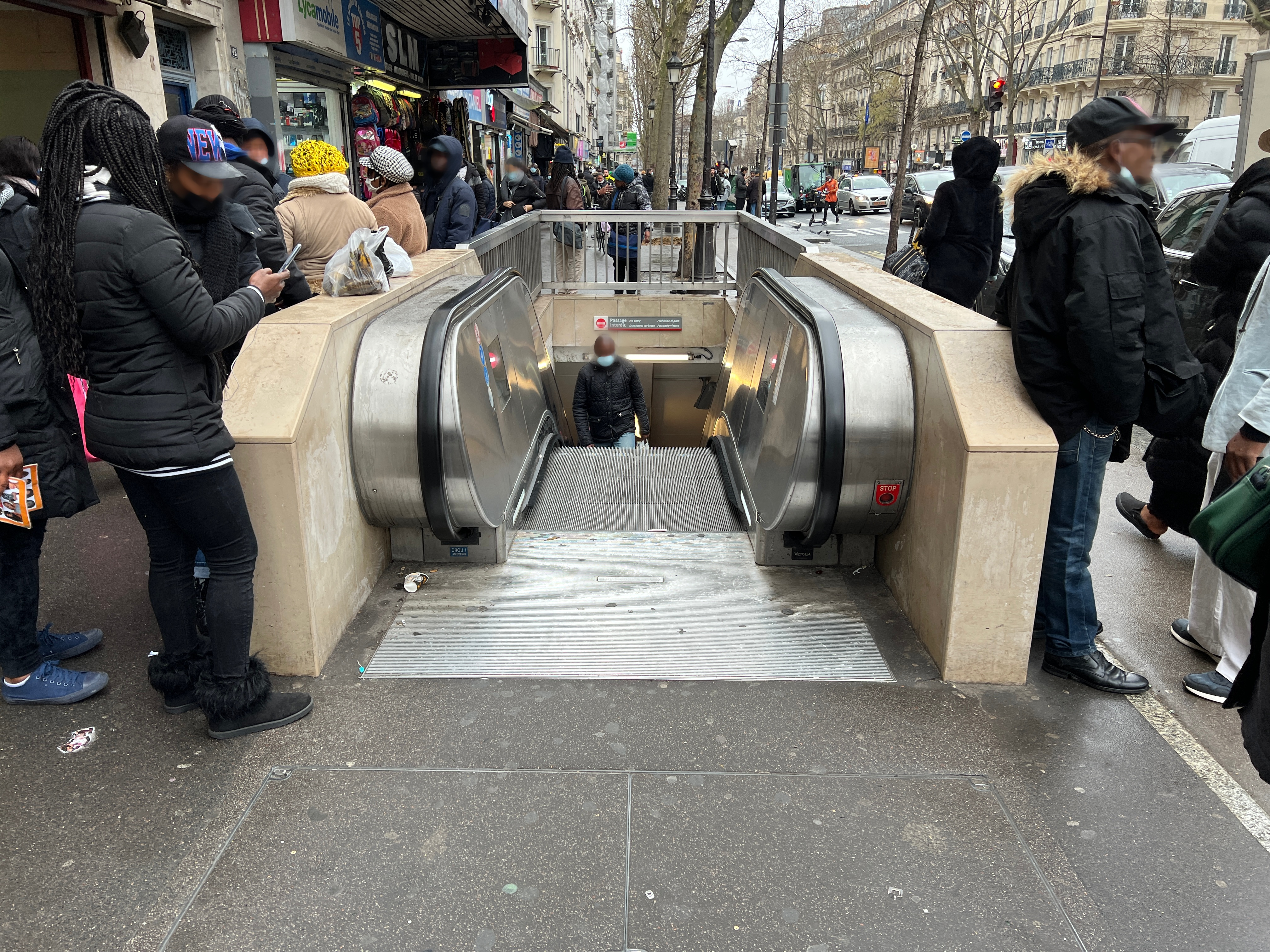
La sortie no 3, « Boulevard Barbès ».

Le hall d'accueil de la station, agrandi en 2017, est agrémenté d'une fresque géante du plasticien camerounais Barthélémy Toguo, intitulée Célébrations. Installée entre les couloirs d'accès aux deux quais, cette œuvre d'art constituée de 200 carreaux de grès représente de la végétation ainsi que des arbres qui s’échappent de visages. La couleur bleue de la peinture a été mise au point par la Manufacture nationale de Sèvres, qui s’est ensuite chargée de la réalisation : « Je me suis inspiré de l’image du quartier, un quartier cosmopolite que je connais bien pour y avoir habité. » explique Barthélémy Toguo. « J’ai voulu reproduire l’idée que j’en ai gardé. C’est l’image dont je rêve pour Paris : multiple et multicolore. »

Hall d'accueil de la station
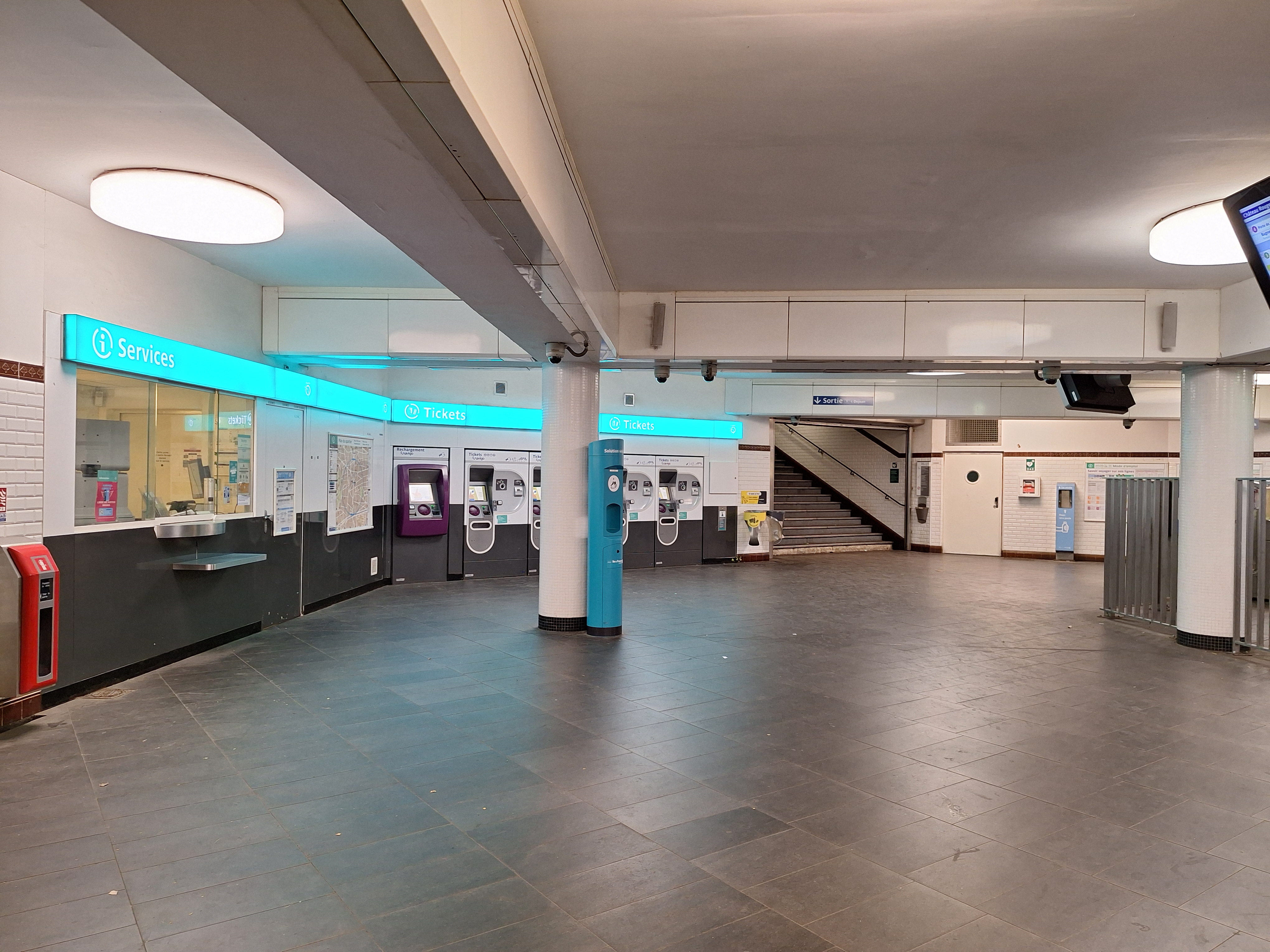
Vue d'ensemble du hall d'accueil, agrandi en 2017.
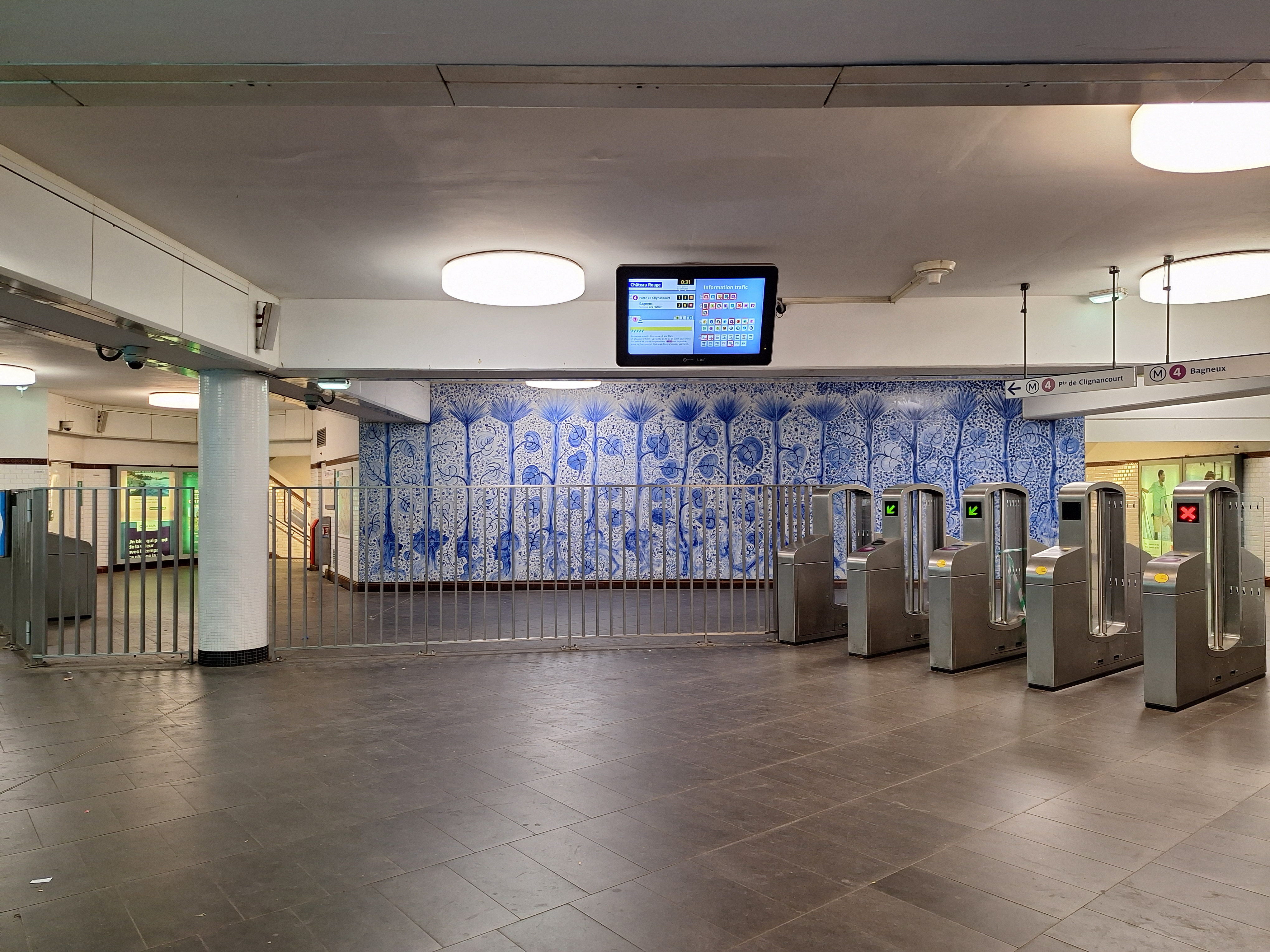
La salle de distribution vue en direction des quais.
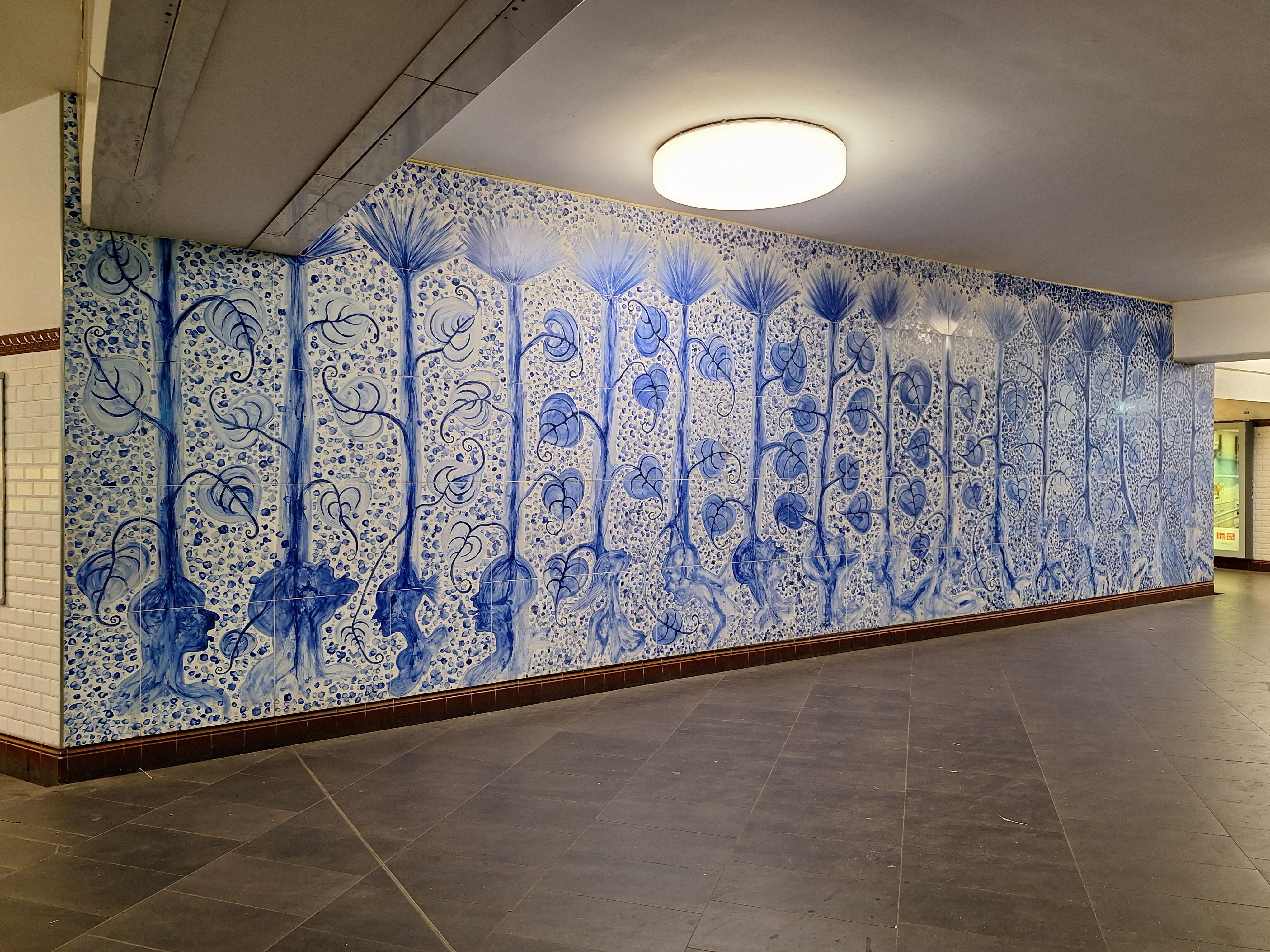
Fresque murale Célébrations ornant la salle d'échanges.

### Quais
Château Rouge est une station de configuration standard pour le métro de Paris : elle possède deux quais, d'une longueur de 90 mètres, séparés par les voies du métro situées au centre et la voûte est elliptique. La décoration est du style utilisé pour la rénovation des stations de la ligne 4 dans le cadre de son automatisation intégrale, achevée en décembre 2023. Ainsi, les bandeaux d'éclairage indirect sont blancs et spécifiques à cette ligne, tandis que des « coins salons » sont aménagés face aux intercirculations des rames : ils comportent des sièges « Akiko » de couleur bordeaux, disposés au droit d'un panneau métallique monochrome de couleur verte en l'occurrence, lequel intègre une plaque émaillée sur laquelle le nom de la station est inscrit en police de caractères Parisine avec un lettrage rétro-éclairé. Les carreaux en céramique blancs biseautés recouvrent les piédroits, la voûte ainsi que les tympans. Les quais sont carrelés en deux tons de gris (anthracite sur l'essentiel de leur longueur et en gris plus clair au droit des espaces d'attente) et comportent des portes palières intégrales (incorporant des écrans SIEL) afin de prévenir les risques de chutes de voyageurs sur les voies. Chaque piédroit comporte également deux écrans publicitaires inclinés, en remplacement des traditionnelles affiches en papier.

Quais de la station
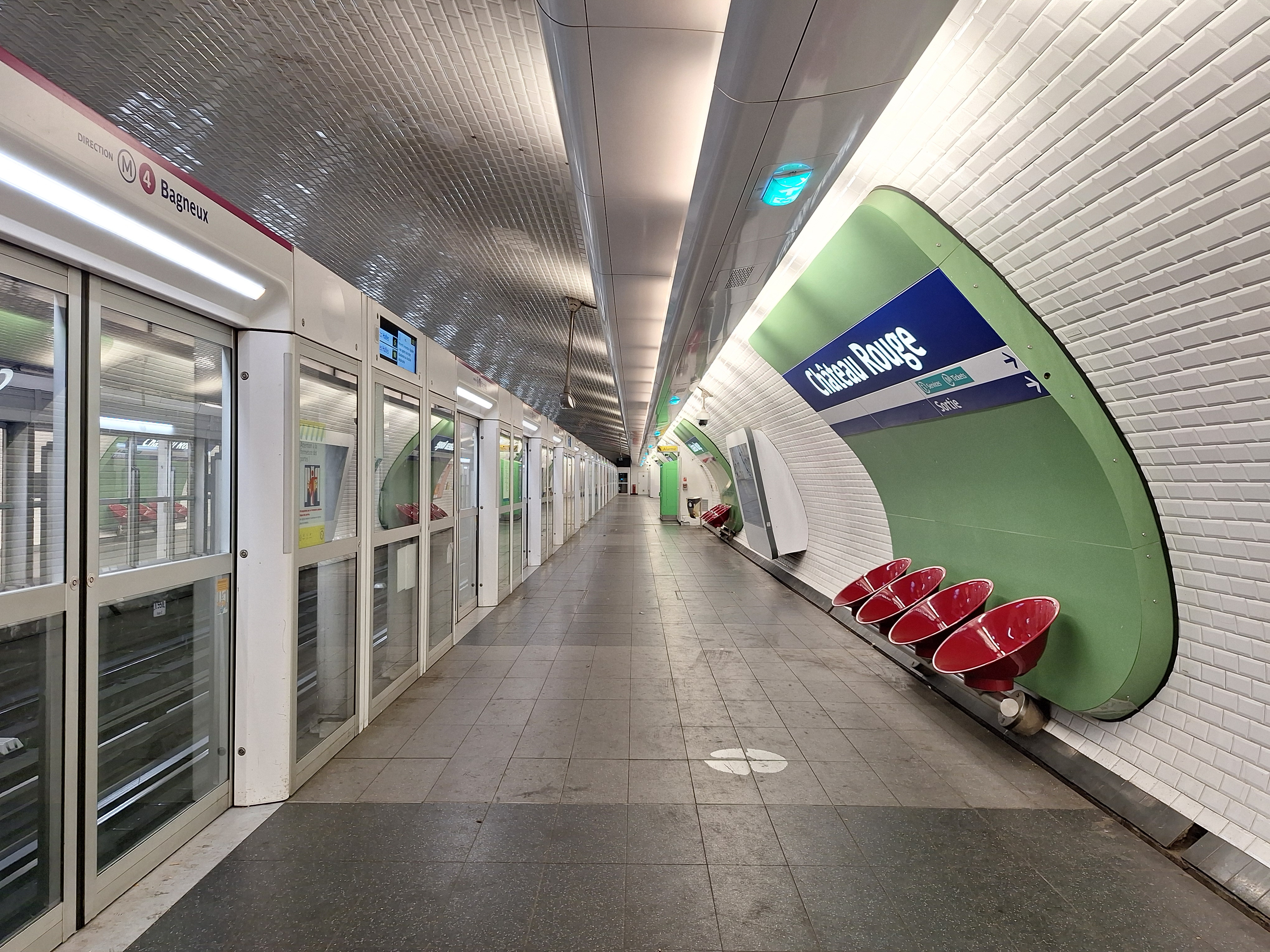
Vue du quai en direction de Bagneux - Lucie Aubrac.
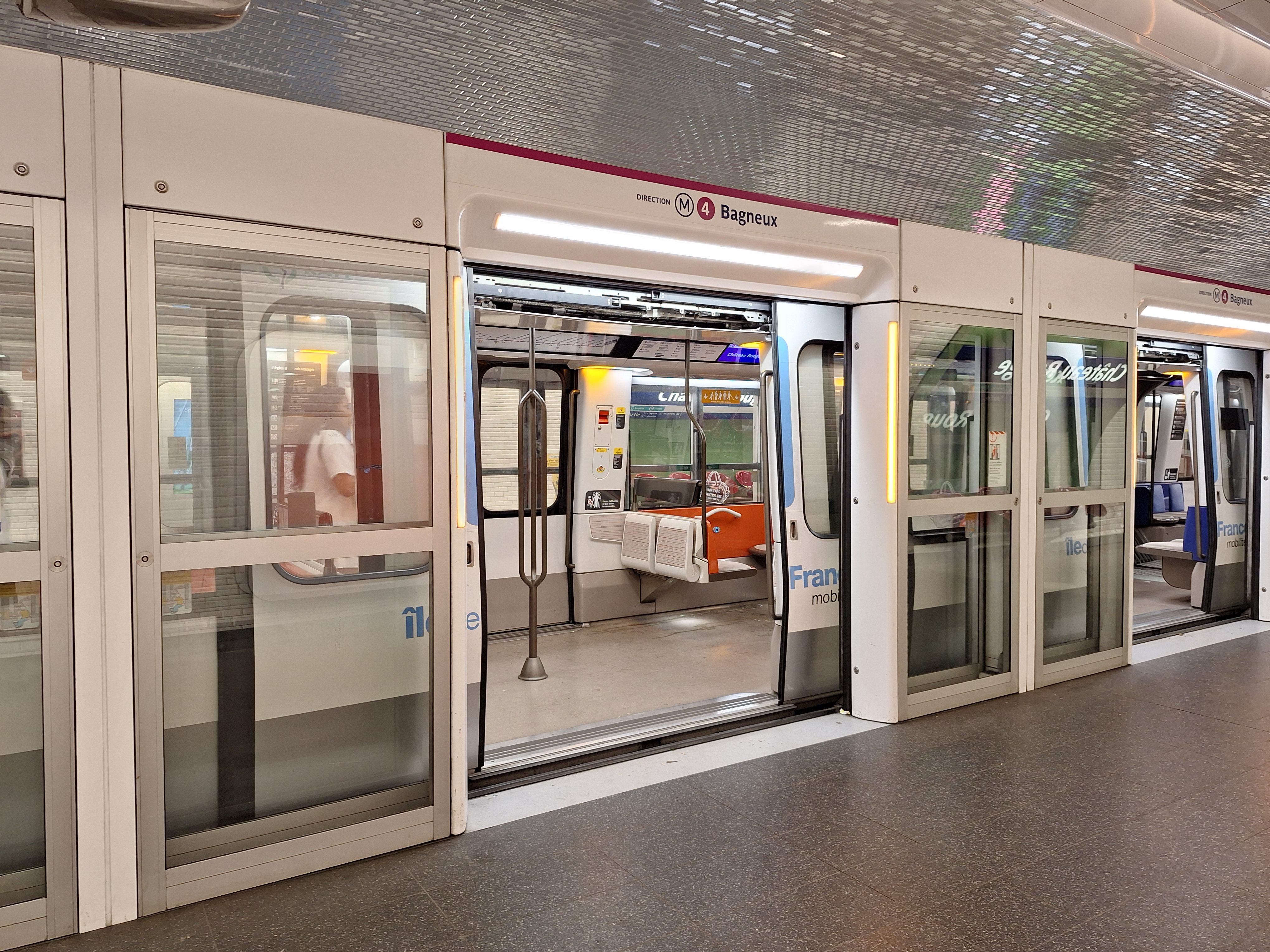
Arrêt d'une rame MP 14 CA ayant pour terminus Les Halles.
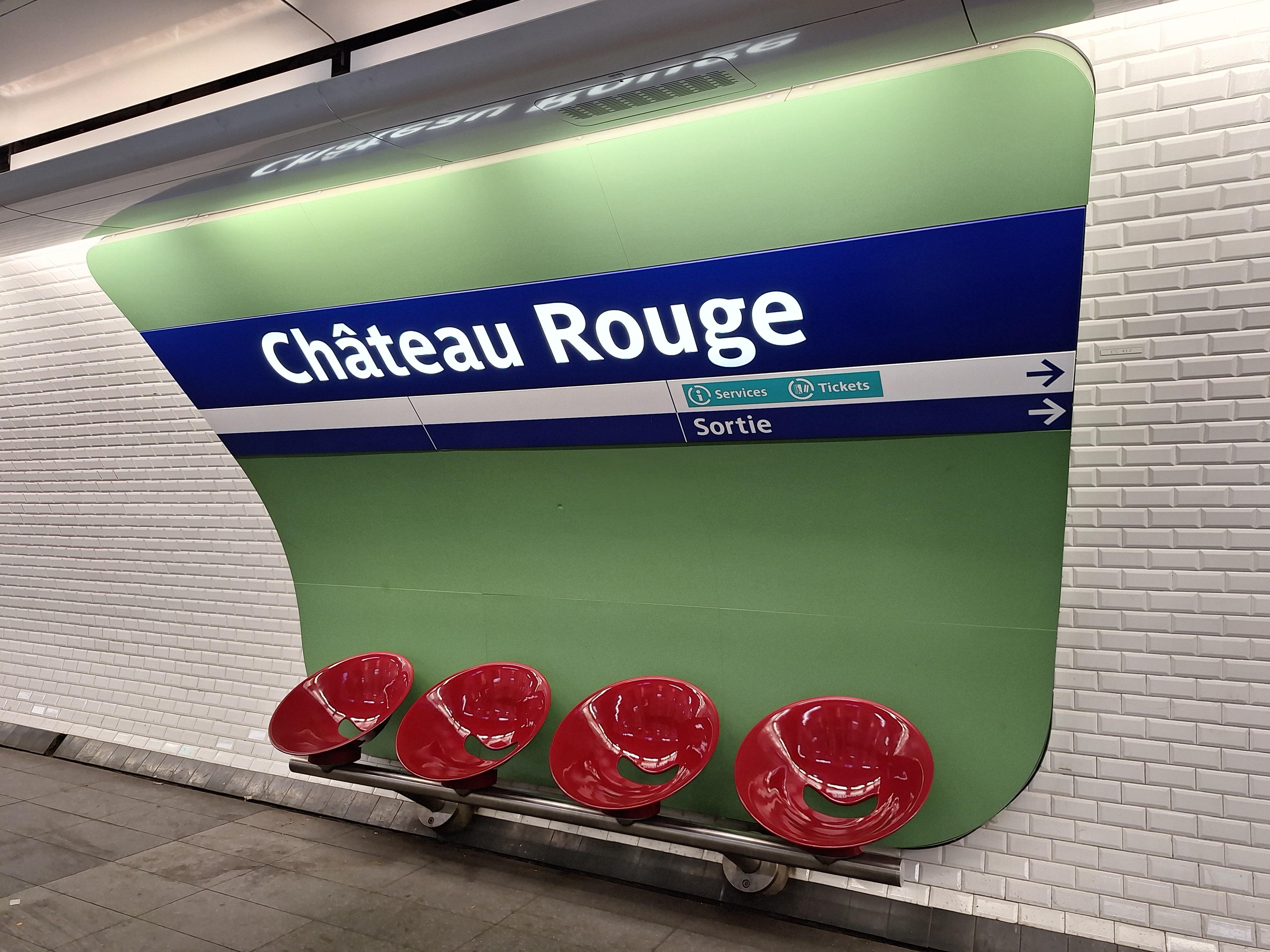
Espace d'attente intégrant le nom de la station.

### Intermodalité
La station est desservie par les lignes 31 et 56 du réseau de bus RATP, ainsi que par les lignes N14 et N44 du réseau Noctilien.

## Fréquentation
Nombre de voyageurs entrés à cette  station :
| Année                      | 2013      | 2014      | 2015      | 2016      | 2017      | 2018      | 2019      | 2020      | 2021      |
| -------------------------- | --------- | --------- | --------- | --------- | --------- | --------- | --------- | --------- | --------- |
| Nombre de voyageurs par an | 6 874 733 | 6 879 272 | 6 799 970 | 2 664 077 | 2 623 832 | 7 053 570 | 7 306 788 | 4 761 367 | 5 841 122 |
| Rang                       | 46e       | 43e       | 41e       | 202e      | 206e      | 46e       | 35e       | 19e       | 22e       |
| Nombre de stations         | 302       | 302       | 302       | 302       | 302       | 302       | 302       | 304       | 304       |

Selon une enquête menée par les services d'Île-de-France Mobilités sur le comportement des voyageurs, Château Rouge est la station du métro de Paris où le taux de fraude total en semaine est le plus important, avec 17,3 % d'usagers sans titre de transport valide en 2024, ce qui la classe devant les stations Aimé Césaire et Porte de la Chapelle sur la ligne 12 qui complètent le podium. L'enquête précitée, rendue publique en février 2025 par la présidente de la région Valérie Pécresse, révèle que les dix stations de métro les plus touchées par ce phénomène se trouvent majoritairement sur les lignes 4, 12 et 13, dans des quartiers défavorisés du nord de Paris et de la banlieue limitrophe où se concentre une population précaire.
Dans les années 2010, la station est régulièrement concernée par le phénomène de la consommation de crack dans le métro de Paris, comme plusieurs autres stations du nord de Paris, également concentrées sur les lignes 4 et 12 pour la majorité d'entre elles.

## À proximité
- Versant oriental de la butte Montmartre
- Quartier du Château Rouge
- Square Léon
- Institut des cultures d'Islam (site de la rue Léon)
- Olympic Café
- Grands Magasins Dufayel
- Square Louise-Michel
- Basilique du Sacré-Cœur de Montmartre
- Parc Marcel-Bleustein-Blanchet (anciennement parc de la Turlure)
- Église Saint-Bernard de la Chapelle